# Bernard Texier
Bernard Texier (Hamburg, 18 augustus 1726 - Paramaribo, 25 september 1783) was een Nederlandse gouverneur van Suriname.

## Biografie
Texier was lid van een naar Hamburg uitgeweken familie van hugenoten die Frankrijk waren ontvlucht na de intrekking van het Edict van Nantes in 1685. Hij kwam in 1761 vanuit Amsterdam in Suriname aan en trouwde in 1766 met Andresa Henrietta Reynsdorp, afkomstig van de plantage Reijnsfort. In 1764 werd hij tweede raad-fiscaal en in 1772 commandeur. Na de dood van gouverneur Jan Nepveu in februari 1779 werd Bernard Texier tot gouverneur van Suriname benoemd. Texier had al naam gemaakt bij de opstand van de slaven in Berbice in 1763 en stond bekend vanwege zijn grote militaire kennis. Hij was aangesloten bij de vrijmetselarij in Suriname.
Tijdens zijn bewind brak de Vierde Engels-Nederlandse Oorlog uit. Engelse kapers maakten jacht op Nederlandse en Amerikaanse schepen die beladen waren met voedsel en goederen voor Suriname. Hierdoor ontstond er een tekort aan voedsel in de kolonie. Texier nam zijn intrek op plantage Clevia, halverwege Fort Nieuw-Amsterdam en Paramaribo. Gouverneur Texier liet de, door Nepveu begonnen, aanleg van het Cordon van Defensie, dat de kolonie tegen de aanvallen van marrons moest beschermen, voltooien. Hiervoor gebruikte hij de inzet van 600 slaven. Hij stelde Jurriaan François de Friderici aan als hoofd van het Neeger Vrijcorps. In 1781 verscheen zijn Reglement van Orde waaraan iedere ingezetene moest voldoen in geval van buitenlandse vijandelijkheden.
Tijdens zijn bewind gaf hij veel ruimte voor zendingsarbeid door de Evangelische Broedergemeente Suriname, de hernhutters. Daarnaast had hij veel aandacht voor de wetenschap en steunde de oprichting van het Collegium Medium dat toezicht uitoefende over de geneeskundige praktijk van doctoren, chrirurgijnen, vroedvrouwen en apothekers. Hij was eigenaar van de katoenplantage Driesveld aan de Tapoeripakreek. In 1783 kreeg hij zware koorts en overleed hij in Paramaribo.
- International Standard Name Identifier: 0000 0003 9601 031X
- Nederlandse Thesaurus van Auteursnamen: 305033557
- Virtual International Authority File: 290839513
- WorldCat: E39PBJjhyfpwC7TFxKqd4669Xd